# Mossberg
Mossberg is een plaats in de gemeente Hagfors in het landschap Värmland en de provincie Värmlands län in Zweden. De plaats heeft 73 inwoners (2005) en een oppervlakte van 34 hectare.